# 巴西 (上萨瓦省)
巴西（法語：Bassy，法語發音：[basi]）是法国上萨瓦省的一个市镇，属于圣于连昂热讷瓦区。

## 地理
巴西（45°58'51"N, 5°49'47"E）面积7.57 平方千米，位于法国奥弗涅-罗讷-阿尔卑斯大区上萨瓦省，该省份为法国东部省份，历史上为薩伏依的一部分，北与瑞士接壤，西接安省，南至萨瓦省，东与瑞士和意大利接壤。
与巴西接壤的市镇（或旧市镇、城区）包括：沙奈、科尔博诺、沙隆日、塞塞勒。

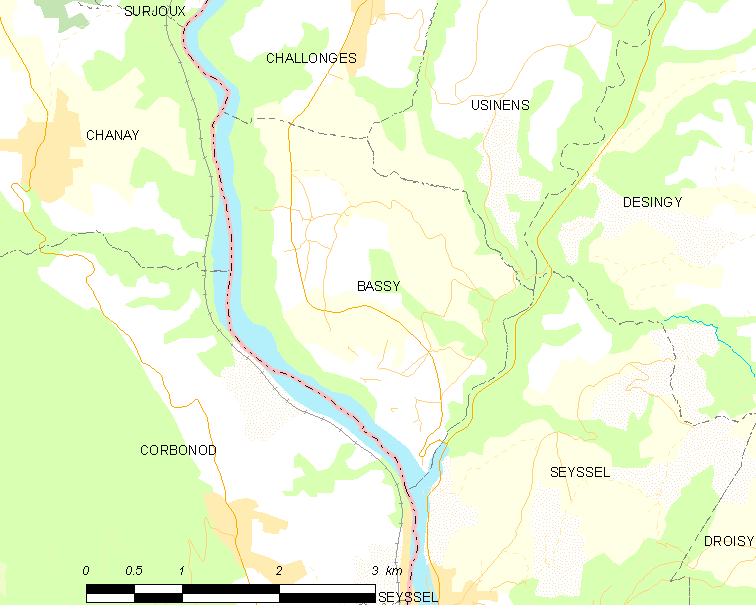
的OSM定位图

巴西的时区为UTC+01:00、UTC+02:00（夏令时）。

## 行政
巴西的邮政编码为74910，INSEE市镇编码为74029。

## 政治
巴西所属的省级选区为圣于连昂热讷瓦县。

## 人口

1962-2008年间人口变化图示

巴西于2022年1月1日时的人口数量为398人。